# Fernando Grande-Marlaska
Fernando Grande-Marlaska Gómez (sinh ngày 26 tháng 7 năm 1962) là một thẩm phán Tây Ban Nha. Ông được bổ nhiệm làm Bộ trưởng Nội vụ vào tháng 6 năm 2018 bởi Thủ tướng Pedro Sánchez.

## Đời tư
Grande-Marlaska công khai đồng tính và là một nhà hoạt động lâu năm chống lại bắt nạt đồng tính.  Ông kết hôn từ năm 2005 với người bạn đời lâu năm, Gorka Gómez.